# Кастел (Дордоња)
Кастел (фр. Castels) насеље је и општина у југозападној Француској у региону Аквитанија, у департману Дордоња која припада префектури Сарла ла Канеда.
По подацима из 2011. године у општини је живело 641 становника, а густина насељености је износила 32,7 становника/km². Општина се простире на површини од 19,6 km². Налази се на средњој надморској висини од 70 метара (максималној 264 m, а минималној 57 m).

## Демографија
| 1962. | 1968. | 1975. | 1982. | 1990. | 1999. | 2011. |
| ----- | ----- | ----- | ----- | ----- | ----- | ----- |
| 407   | 449   | 416   | 385   | 402   | 445   | 641   |

График промене броја становника у току последњих година